# Кърчовско
Кърчовско е село в Южна България. То се намира в община Кирково, област Кърджали.

## География
Село Кърчовско се намира в планински район.

## История
Селото носи името на именития книжовник Йоаким Кърчовски.
1. ↑  www.grao.bg